# 共命鳥
共命之鸟（羅馬化：Jīvajīvaka），又名同命鸟、命命鸟、耆婆耆婆，是佛经中记载的双头鸟。

## 佛经记载
《佛本行集经》中有关于共命鸟的譬喻故事：在过去雪山中有一只长着两个头的鸟，一个头叫“迦嘍嗏”，能吃到美味的果实；而另一个头叫“優波迦嘍嗏”，只能吃到烂果实。一次在觅食果实时，優波迦嘍嗏为迦嘍嗏品尝毒果，结果被双双毒死。
《佛说阿弥陀经》中也有提及共命鸟，与《佛本行集经》中善恶共存的共命鸟有很大不同：
|  | 彼国常有种种奇妙杂色之鸟。白鶴、孔雀、鹦鹉、舍利、迦陵频伽、共命之鸟，是诸众鸟。昼夜六时。出和雅音。其音演畅五根、五力、七菩提分、八圣道分、如是等法。其土众生。闻是音已。皆悉念佛念法念僧。 |

## 形象
共命鸟的头部分为一雄一雌，共用一个身体。由于没有固定形象，在有些画作中共命鸟却是双头凤凰或者双头鹰。在安西榆林窟第25窟南壁壁画《观无量寿经变》中，共命鸟是上半身是人、下半身是鸟的弹奏琵琶伎乐天形象。半人半鸟的共命鸟在古代又称作“鸱鸮”，常装饰在金刚宝座的下部。

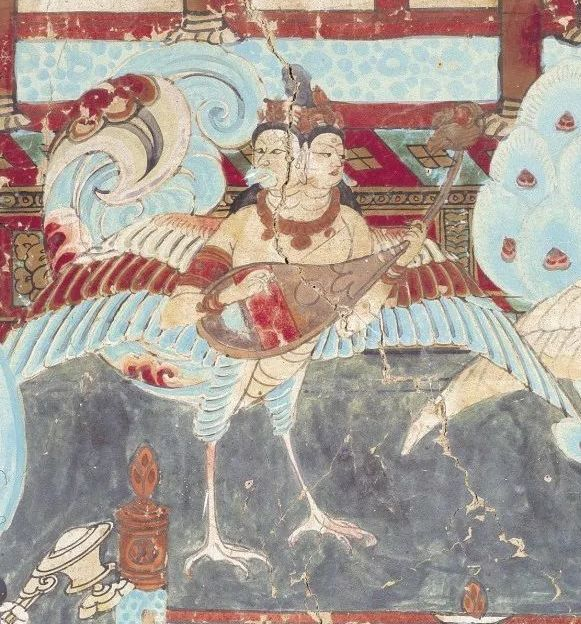
榆林窟第25窟壁画中的共命鸟，为半人半鸟的伎乐天形象。
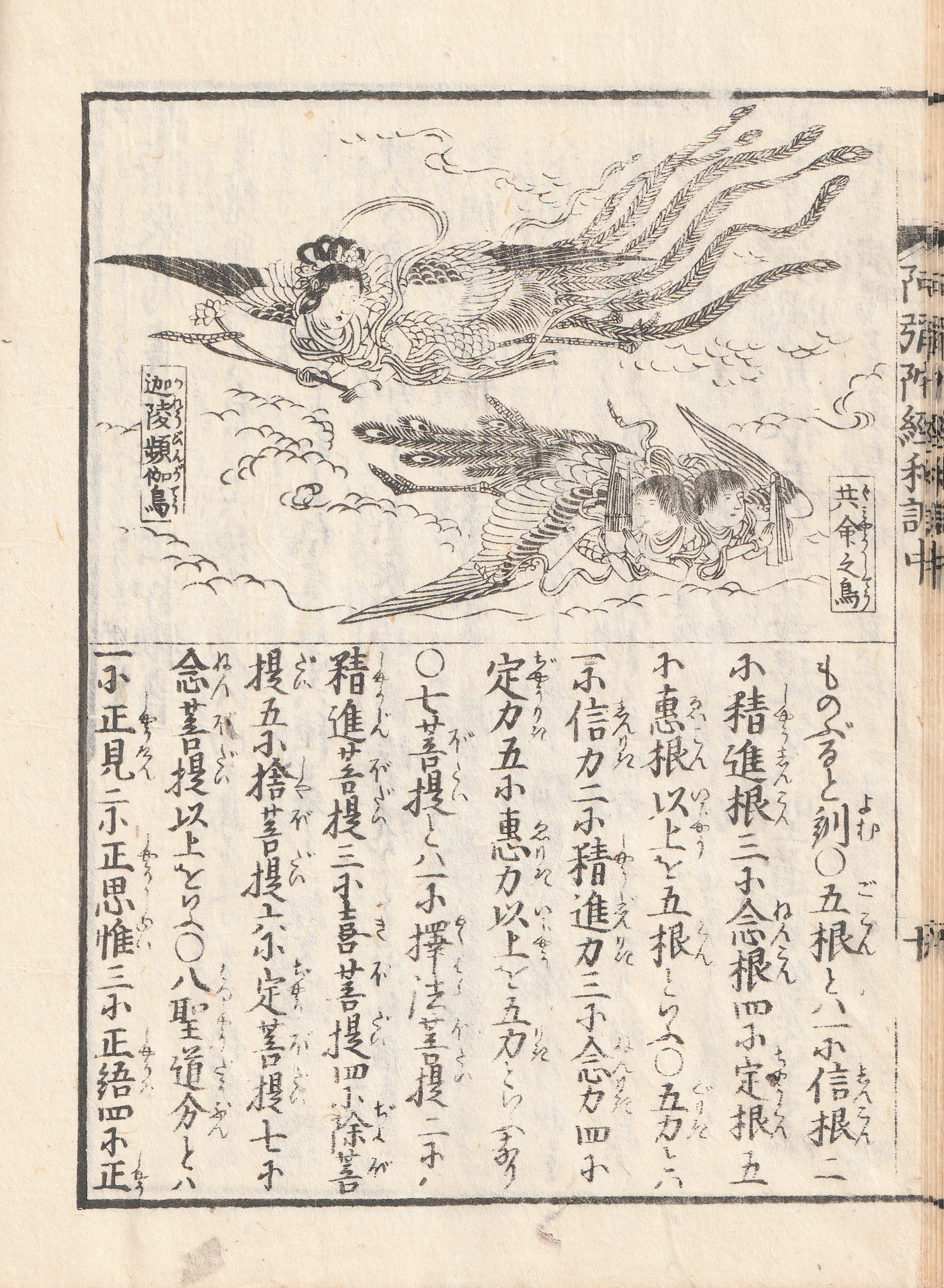
日本《阿弥陀经和训图会》（1864年）中的迦陵频伽和共命鸟插图
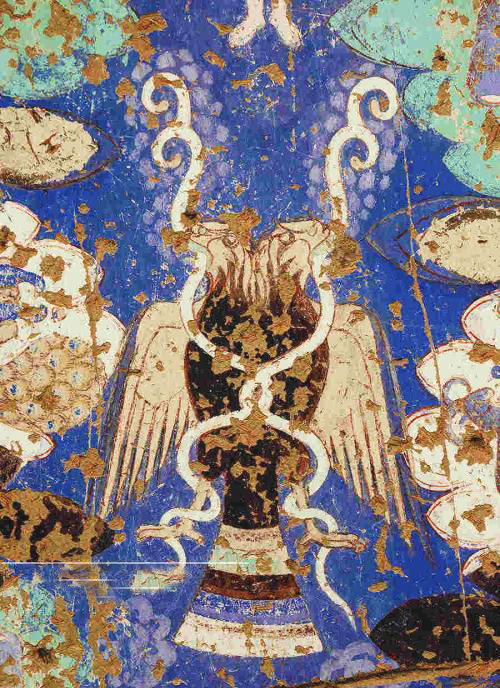
双头鹰形象的共命鸟，新疆克孜尔石窟第38窟壁画。
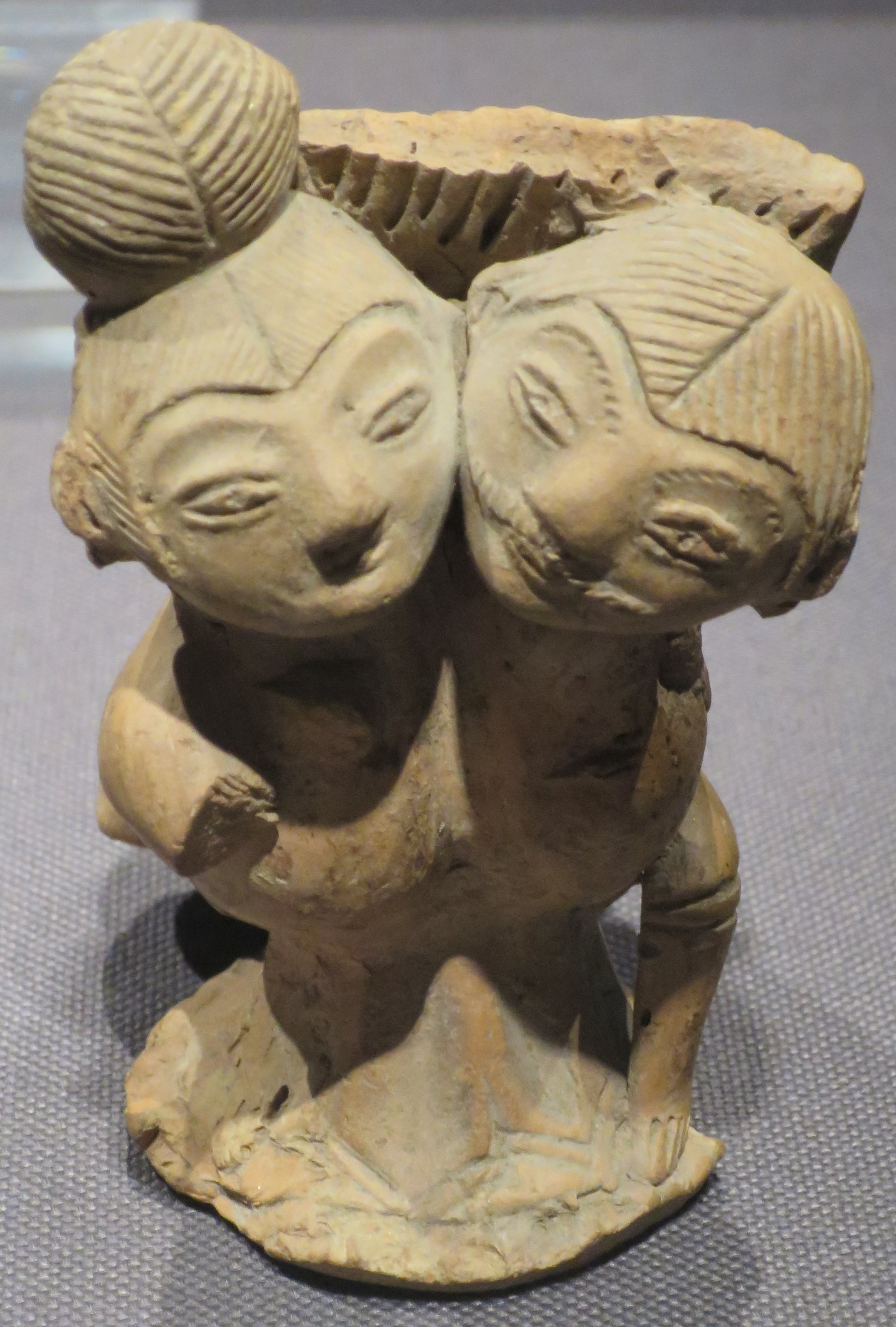
人面鸟身形象的共命鸟，新疆约特干遗址5世纪雕塑。